# Amina Mohamed
Amina Mohamed (1908–1985) foi uma dançarina, atriz e diretora de cinema egípcia.
Mohamed era de origem rural pobre, sem vínculos com a cena artística do Cairo. Ela e sua sobrinha, Amina Rizq, mudaram-se para o Cairo com suas mães; a dupla foi trancada em casa após sua primeira apresentação teatral. Amina conseguiu ganhar fama como dançarina e atriz.
Mohamed foi diretor, produtor, roteirista, editor e estrela de Tita Wong (1937). O filme foi rodado em colaboração com um grupo de amigos intelectuais, incluindo o diretor Salah Abou Seif e os pintores Salah Taher e Abdel Salam El Sherif. Tita Wong, interpretada por Mohamed, é filha de imigrantes chineses pobres no Cairo, forçada a dançar em uma boate. Acusada de assassinar seu tio, seu advogado tenta argumentar sua inocência, com flashbacks ilustrando sua vida anterior.

## Filmes

### Como diretor
- Tita Wong, 1937

### Como atriz
- Dr. Farhat, 1935
- The Sailor / El bahar (1935)
- Shadow of the Past / Shabah el madi (1935)
- The Night Watchman / Ghafir el darak (1936)
- The Doorkeeper / Bawwab el imarah (1936)
- One Hundred Thousand Guineas / Meet alf guinea (1936)
- Tita Wong (1937)
- Eternal Glory / El magid el khalid (1937)
- The Love of the Mad / El hub el morestani (1937)
- The Ten Commandments